# Roi Kao de Zhou
Le roi Kao de Zhou, ou Zhou Kao wang (chinois : 周考王), de son nom personnel Ji Wei (姬嵬) fut le trente et unième roi de la dynastie Zhou. Sacré roi en 440, il régna jusqu'en 426 av. J.-C.

## Règne

### Prise de pouvoir
Le prince Wei s'empara du pouvoir en se livrant à des jeux d'intrigues assez sinistres. Il fit assassiner l'usurpateur roi Si, par ses partisans et fut proclamé roi à ce moment (440).

### La fin des querelles internes
Sous son règne le domaine royal des Zhou fut divisé en deux sections pour mettre un frein à toutes les querelles de pouvoir interne à la famille Ji. Ces deux sections furent érigées en duchés qu'on appela Xi Zhou (西周) et Dong Zhou (東周). Son frère Xizhou huangong (西周桓公), prit la tête du duché des Zhou de l'Ouest. Désormais le pouvoir temporel du roi fut restreint à la seule capitale et ses environs immédiats.